# Horst Aschermann
Horst Aschermann (* 27. April 1932 in Ilmenau, Deutsches Reich; † 20. Juli 2005 in Purkersdorf) war ein österreichischer Bildhauer und Professor für Kunst.

## Leben
Aschermann wuchs in Ilmenau auf. Nach dem Zweiten Weltkrieg verließ er die neugegründete DDR und wanderte nach Österreich aus. Er begann an der Universität für angewandte Kunst Wien ein Studium der Bildhauerei. In der folgenden Zeit schuf er Kunstwerke in seiner Heimatstadt Purkersdorf, in die er nach dem Studium zog. Später führte er auch Aufträge in Wien und im Ausland aus, so gestaltete er das Portal der Österreichischen Botschaft in Dakar (Senegal). 1987 wurde er schließlich Professor.

## Werke
- 1970 Bronzekruzifix in der Pfarrkirche Gablitz
- 1970 Glasmalerei Schöpfung in der Pfarrkirche Purkersdorf

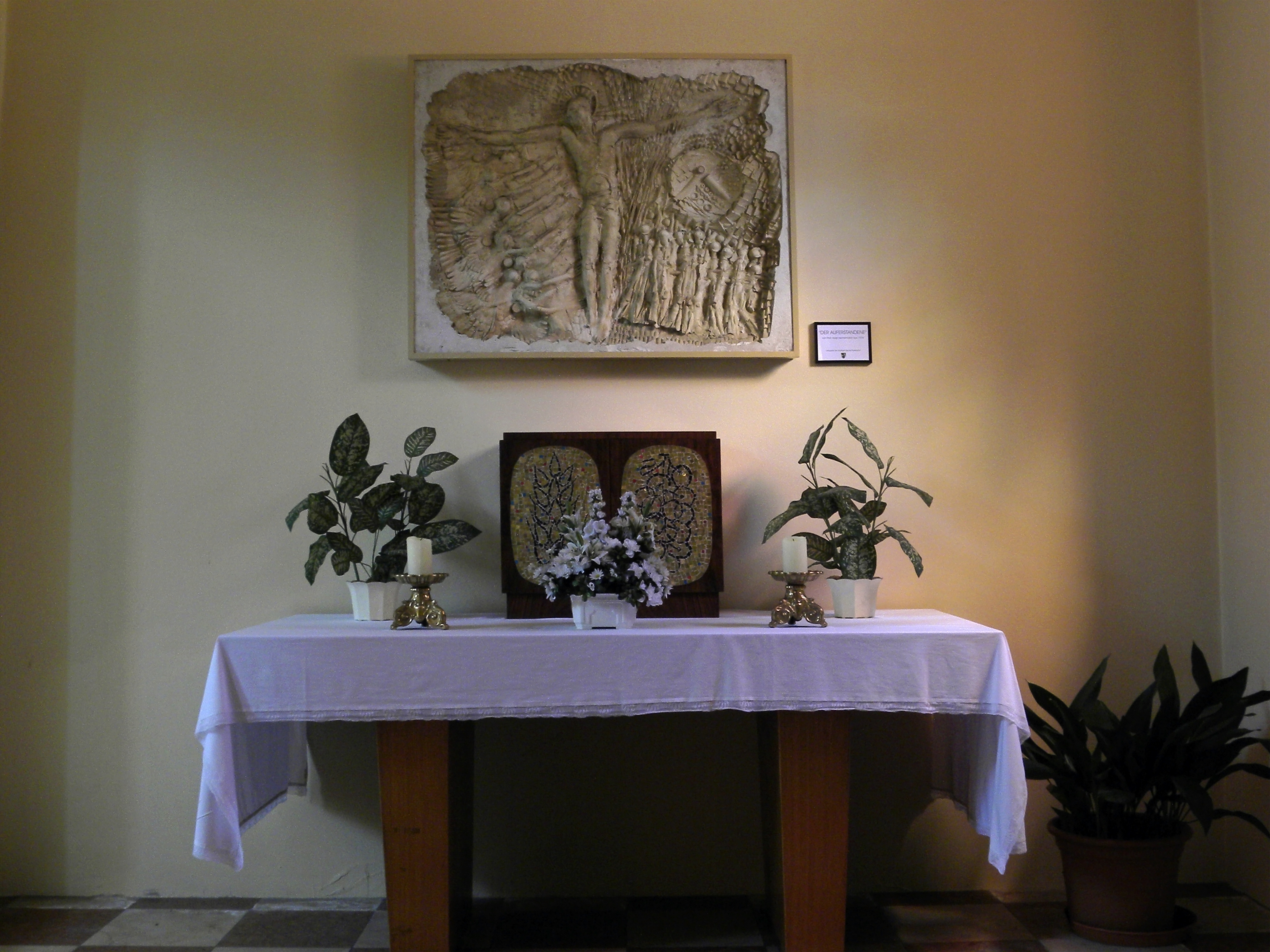
Bild Der Auferstandene in der Pfarrkirche Purkersdorf
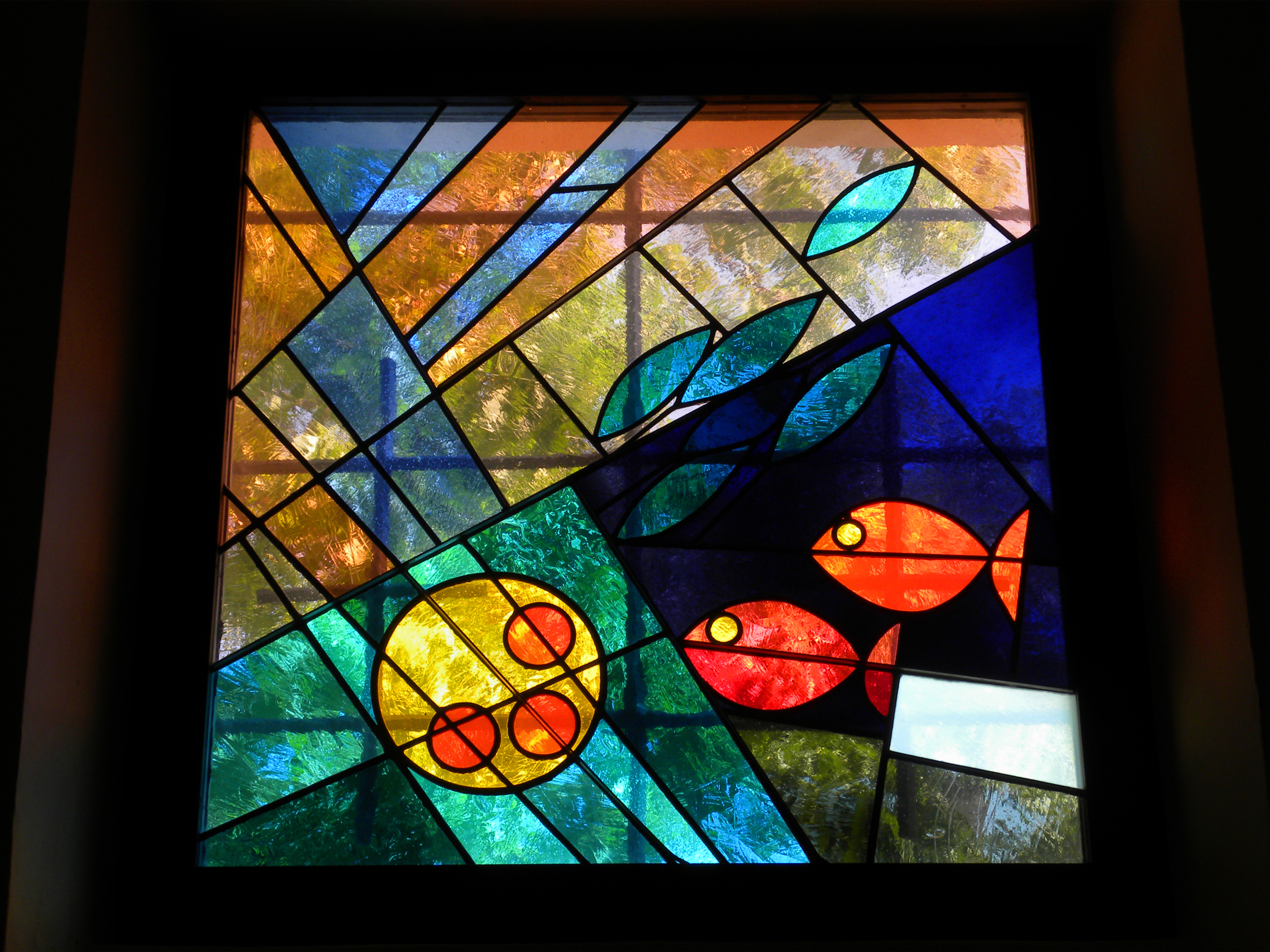
Eines der Fenster von Horst Aschermann in der Pfarrkirche Purkersdorf
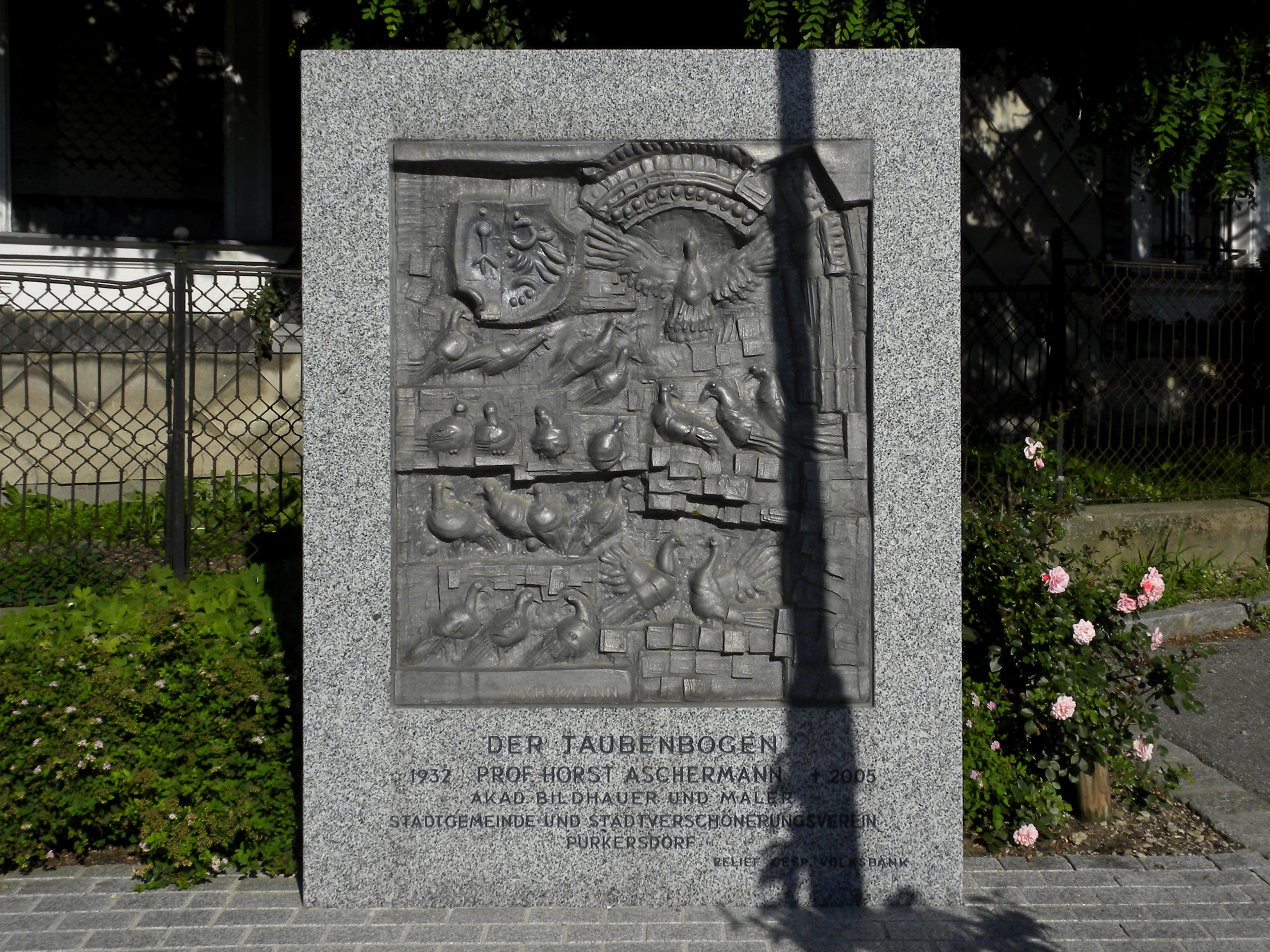
Relief Der Taubenbogen in Purkersdorf
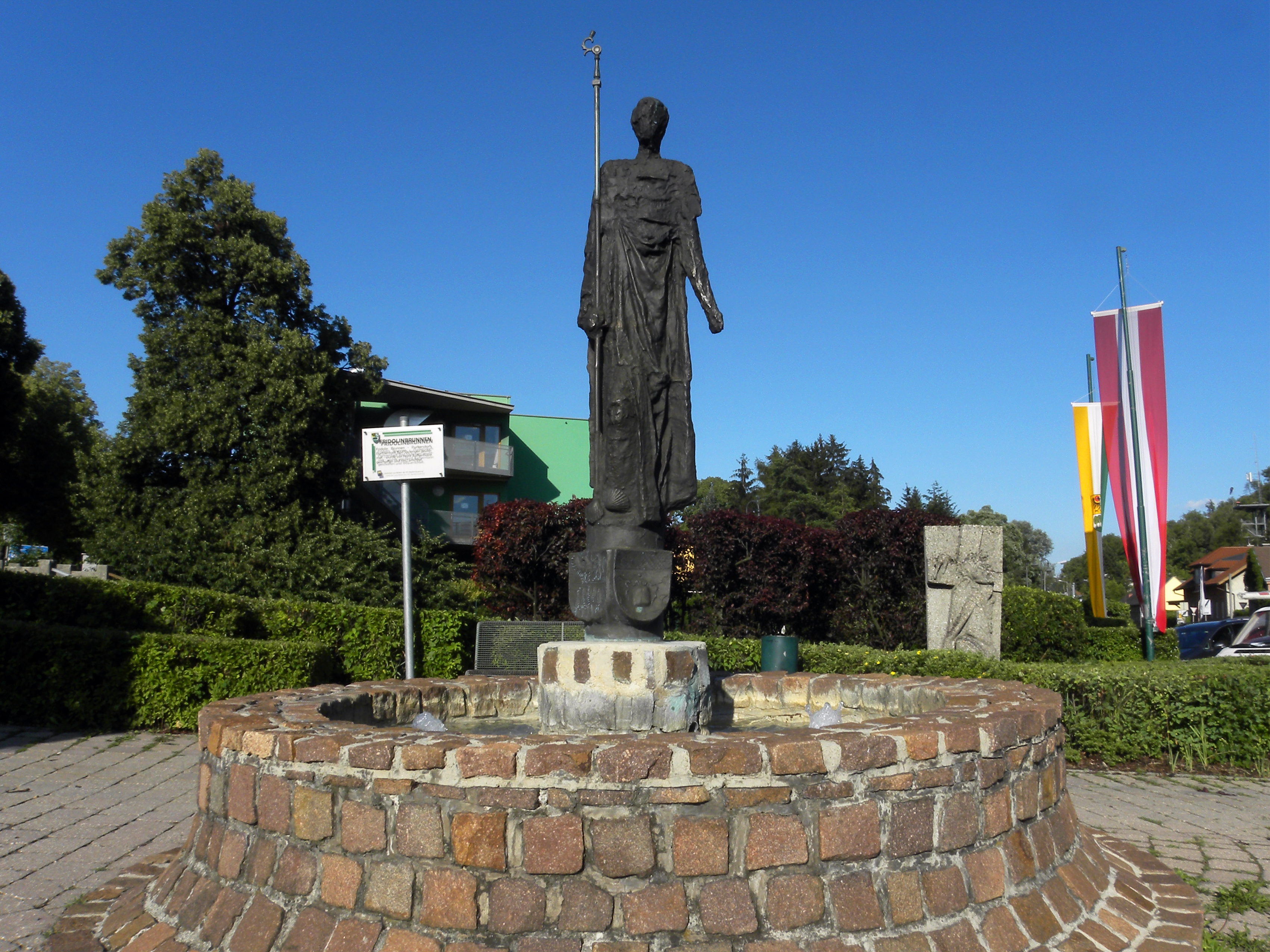
Der Fridolinbrunnen in Purkersdorf

- 1972 Hetzendorfer Genesis – Aluminiumgussreliefs für die Kirche am Wege[1]